# Bad Gastein
Bad Gastein (fino al 1906 Wildbad Gastein, fino al 1996 Badgastein) è un comune austriaco di 4 152 abitanti nel distretto di Sankt Johann im Pongau, nel Salisburghese, nota stazione sciistica sui monti Tauri.

## Geografia fisica
Bad Gastein si trova nella valle Gastainertal.

## Storia
Il più vecchio documento in cui si menziona il paese (con il nome "Gastuna") risale al 963. L'anfora d'argento, emblema della città, risale al 1327. Fino al 1996 la denominazione ufficiale era Badgastein, poi variato in Bad Gastein.

## Monumenti e luoghi d'interesse
Una particolarità della città è rappresentata dal centro con le sue stradine piccole e ripide, originate da una cascata. Intorno a queste stradine sono sorte case a più piani che donano a Bad Gastein l'apparenza di una città.

## Amministrazione

### Borgomastri (dal 1945)
| Borgomastro        | dal  | al        | Partito |
| ------------------ | ---- | --------- | ------- |
| Franz Wagnleitner  | 1945 | 1954      | SPÖ     |
| Josef Pfarrmaier   | 1954 | 1964      | SPÖ     |
| Anton Kerschbaumer | 1964 | 1974      | ÖVP     |
| Rudolf Fornather   | 1974 | 1989      | ÖVP     |
| Friedrich Kreuzer  | 1989 | 1994      | FPÖ     |
| Manfred Gruber     | 1994 | 2004      | SPÖ     |
| Gerhard Steinbauer | 2004 | in carica | ÖVP     |

## Sport

### Tennis
Dal 2007 ospita un torneo di tennis femminile di categoria WTA International, il Gastein Ladies.

### Sport invernali
Stazione sciistica, Bad Gastein ha ospitato numerose gare internazionali sia di sci alpino sia di sci nordico, tra le quali i Campionati mondiali juniores di snowboard 2007 e varie tappe delle Coppe del Mondo di biathlon, di sci alpino e di snowboard, oltre a gare minori di sci alpino, sci di fondo e snowboard.